# George Buchanan Wollaston
George Buchanan Wollaston  (* 26 de abril de 1814 - 26 de marzo de 1899) fue un botánico, paisajista, recolector, y pteridólogo inglés; realizando abundantes expediciones botánicas sobre todo recolectando Pteridófitas, y los plantaba en lugares adecuados. Mantuvo correspondencia científica con Darwin, y también se visitaban

## Algunas publicaciones
- Rural Britain, 1860-1880; Exhibition of Watercolour Drawings. Ed. Covent Garden Gallery, Ltd. 4 pp.

## Honores

### Epónimos
Género
- (Asteraceae) Wollastonia DC. ex Decne.[2]

51 registros de especies, entre ellas
- (Aloaceae) Aloe wollastonii Rendle[3]
- (Amaryllidaceae) Choananthus wollastonii Rendle[3]
- (Apocynaceae) Lyonsia wollastonii Wernham [4]
- (Asteraceae) Vernonia wollastonii S.Moore[5]
- (Begoniaceae) Begonia wollastonii Baker f.[6]
- (Campanulaceae) Lobelia wollastonii Baker f.[7]
- (Clusiaceae) Garcinia wollastonii Ridl.[8]
- (Dennstaedtiaceae) Lindsaea wollastonii Alderw.[9]
- (Dryopteridaceae) Dryopteris wollastonii (Alderw.) C.Chr.[10]
- (Ericaceae) Dimorphanthera wollastonii Wernham[11]
- (Gentianaceae) Gentiana wollastonii Wernham[12]
- (Gesneriaceae) Cyrtandra wollastonii S.Moore[13]
- (Goodeniaceae) Scaevola wollastonii Wernham[14]
- (Lamiaceae) Plectranthus wollastonii S.Moore[15]
- (Leguminosae) Baphia wollastonii Baker f.[16]
- (Myrtaceae) Eugenia wollastonii Ridl.[17]
- (Oleandraceae) Arthropteris wollastonii (Ridl.) Holttum[18]
- (Orchidaceae) Bulbophyllum wollastonii Ridl.[19]
- (Papaveraceae) Meconopsis wollastonii Regel[20]
- (Polypodiaceae) Polypodium wollastonii Ridl.[21]
- (Primulaceae) Primula wollastonii Balf.f.[22]
- (Proteaceae) Helicia wollastonii Ridl.[23]
- (Rubiaceae) Argostemma wollastonii Wernham[24]
- (Solanaceae) Solanum wollastonii Wernham[25]
- (Thelypteridaceae) Cyclosorus wollastonii (Alderw.) Copel.[26]
- (Urticaceae) Pilea wollastonii A.K.Monro[27]
- (Zingiberaceae) Riedelia wollastonii Ridl.[28]

- La abreviatura «Woll.» se emplea para indicar a George Buchanan Wollaston como autoridad en la descripción y clasificación científica de los vegetales.[29]